# Cosmydor
Cosmydor est une marque française de cosmétiques, née en 1877 près de Paris, qui proposait des eaux de toilettes, dentifrice, poudres, crèmes et savons. Elle fut notamment promue par une affiche très connue de Jules Chéret, réalisée en 1891, qui continue d'être considérée comme l'une des plus belles affiches de l'histoire de la publicité[réf. nécessaire],,.

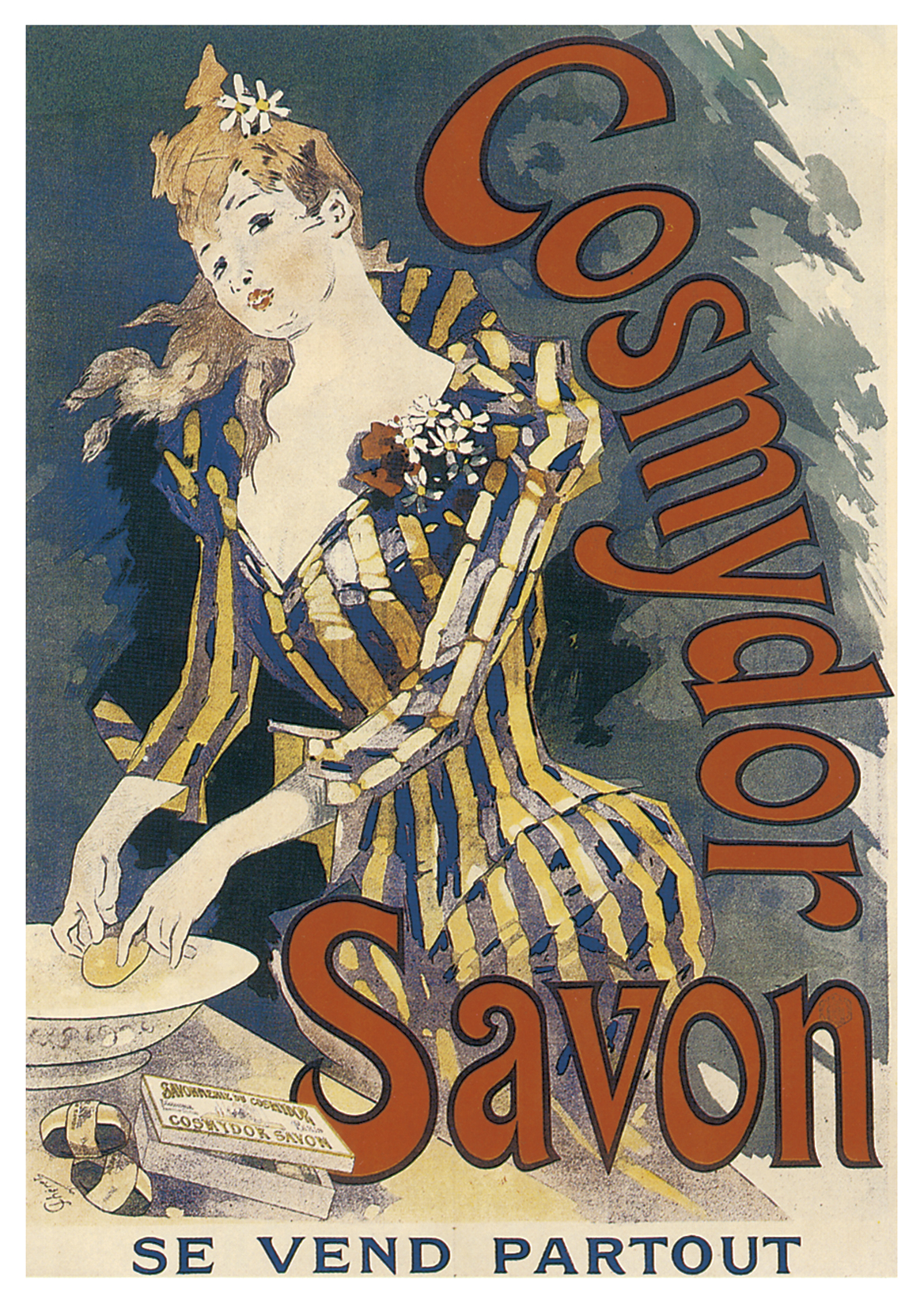
Iconique affiche Cosmydor par Jules Chéret 1891

L'activité de fabrication de savons de Cosmydor devint son cœur de métier, notamment par une série de fusions avec la Savonnerie Continentale puis la Savonnerie Rémy. L'entreprise ferme ses portes à la suite de la mort de son propriétaire en 1968, mais la marque est relancée en 2018 par un entrepreneur français.

## Histoire
En 1877, la première mention de Cosmydor apparait dans la revue La France Médicale du 17 octobre 1877. Y est décrit un produit « composé exclusivement de végétaux », jouissant des « propriétés les plus diverses et les plus utiles » pour l'« hygiène, et par conséquent la santé publique ».
À partir de la fin des années 1870, de nombreuses publicités et archives commerciales sont trouvées en France, et bien au-delà en Belgique, Hollande, Allemagne, Grande-Bretagne,, Espagne,, Suisse, Finlande, Algérie, Turquie, Venezuela, Australie, au Canada, et aux États-Unis.
Cosmydor se spécialise rapidement dans la savonnerie, et fusionne avec la Savonnerie Continentale, dans les années 1890 puis avec la savonnerie Rémy (elle-même fondée en 1855) au début des années 1920. Se déclinent alors des centaines de références dont on trouve encore la trace sous format d'étiquettes et de boites, au design art nouveau et art déco.
En 1898, Cosmydor emploie à Levallois soixante-cinq femmes pour trente-cinq hommes dans un bâtiment occupant un parcelle de 2 800 m2 équipée d'une force motrice de 40 chevaux et de l'électricité. La fusion avec la Savonnerie Rémy conduit au déménagement et au regroupement des usines à Pantin.
En 1968, à la suite d'une crise de succession, l'activité de Cosmydor cesse.

## Prix

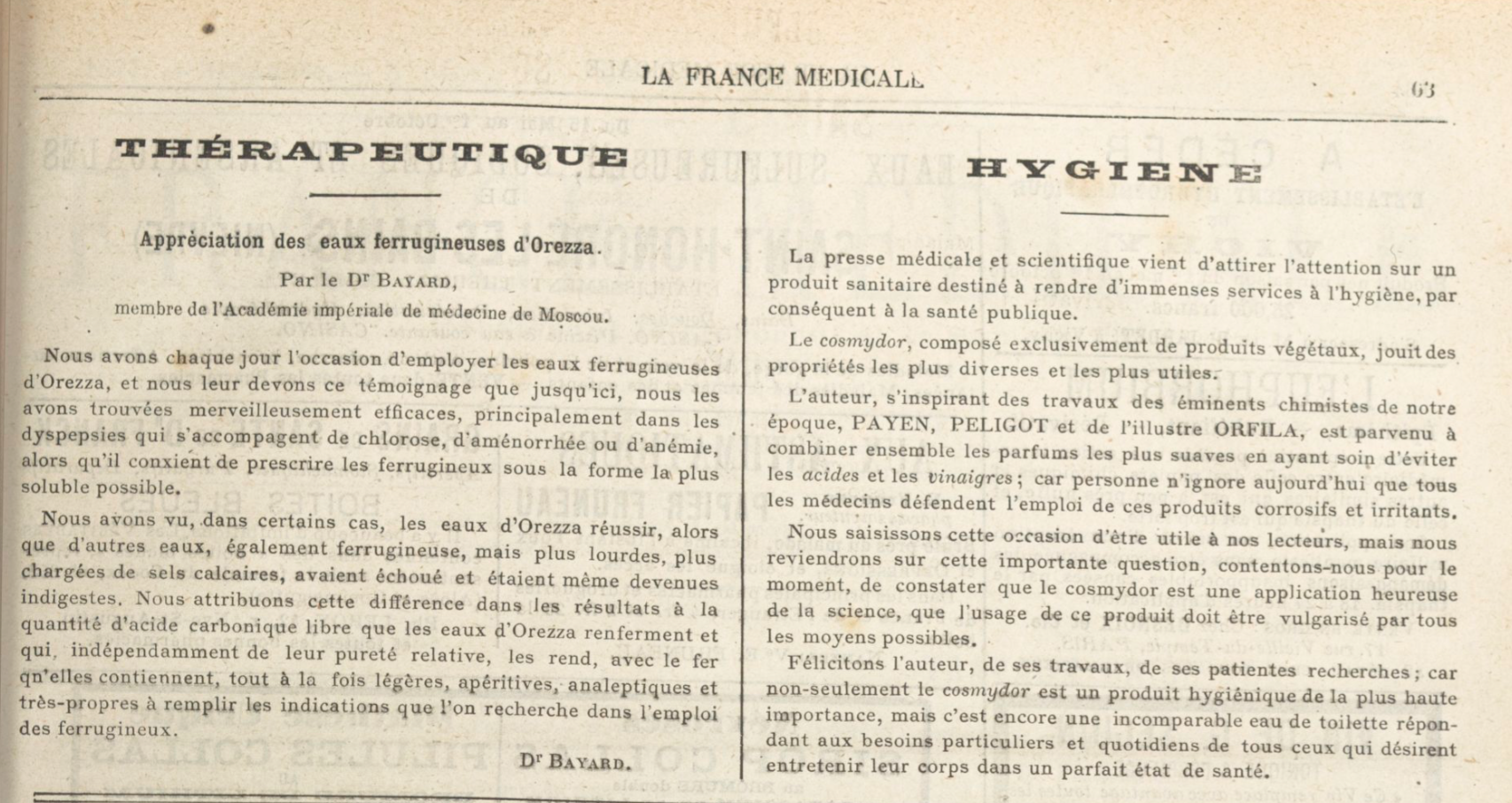
1er article présentant Cosmydor le 17 octobre 1877 (La France médicale).

- Médaille d'Argent, International Health Exhibition, Londres, 1884 (en)
- Médaille d'Argent, Exposition Universelle d'Anvers, 1885
- Médaille d'Argent, Exposition Universelle de Paris, 1889
- Médaille d'Or, Exposition Mondiale de Bruxelles, 1897
- Médaille d'Argent, Exposition Universelle de Paris, 1900

## Héritage artistique
- L'affiche iconique de Jules Chéret[21],[22] datant de 1891, et conservée notamment au Victoria & Albert Museum à Londres[23].
- Alphonse Allais, Le Parapluie de l'escouade, 1893[24], Une Petite Femme Bien Moderne[25]
- Alphonse Allais, Chroniques du bon sens, I- Chronique estivale, ed. Flammarion 1921[26].
- Alphonse Allais, En Ribouldinguant, ed. Ollendorf, 1900[27]

## Relance
En 2015, un entrepreneur français, Xavier Quattrocchi-Oubradous, décide de la relancer ; l'opération est effective en 2018,.